# 1-Méthyladénine
La 1-méthyladénine est une base azotée purique dérivée de l'adénine par méthylation. Elle est notamment présente naturellement sous forme de 1-méthyladénosine (m1A) dans certains ARN de transfert et ARN ribosomiques.